# ワイゼンベルグ数
ワイゼンベルグ数（ワイゼンベルグすう）とは、流体力学における無次元量の1つ。名称はオーストリアの物理学者カール・ワイゼンベルグの名に由来する。流体における弾性力と粘性力の比を表し、この値が大きいほど弾性力の影響が大きいことを示す。